# ATP Challenger Rio de Janeiro-2
Das ATP Challenger Rio de Janeiro-2 (offizieller Name: Rio Tennis Classic) war ein Tennisturnier in Rio de Janeiro, das zunächst von 2016 bis 2017 ausgetragen wurde und 2021 einmalig wieder in den Turnierkalender aufgenommen wurde. Es war Teil der ATP Challenger Tour und wurde im Freien auf Sand ausgetragen.

## Liste der Sieger

### Einzel
| Jahr                         | Sieger         | Finalgegner            | Ergebnis             |
| ---------------------------- | -------------- | ---------------------- | -------------------- |
| 2021                         | Kaichi Uchida  | Nicolás Álvarez Varona | 3:6, 6:3, 7:63       |
| 2018–2020: nicht ausgetragen |                |                        |                      |
| 2017                         | Carlos Berlocq | Jaume Munar            | 6:4, 2:6, 3:0 aufgg. |
| 2016                         | Facundo Bagnis | Guilherme Clezar       | 6:4, 4:6, 6:2        |

### Doppel
| Jahr                         | Sieger                        | Finalgegner                                 | Ergebnis         |
| ---------------------------- | ----------------------------- | ------------------------------------------- | ---------------- |
| 2021                         | Orlando Luz Rafael Matos      | Jamie Cerretani Fernando Romboli            | 6:3, 7:62        |
| 2018–2020: nicht ausgetragen |                               |                                             |                  |
| 2017                         | Máximo González Fabrício Neis | Marcelo Arévalo Miguel Ángel Reyes Varela   | 5:7, 6:4, [10:4] |
| 2016                         | Gastão Elias André Ghem       | Jonathan Eysseric Miguel Ángel Reyes Varela | 6:4, 7:62        |